# Alexa bauhiniiflora
Alexa bauhiniiflora är en ärtväxtart som beskrevs av Adolpho Ducke. Alexa bauhiniiflora ingår i släktet Alexa och familjen ärtväxter. Inga underarter finns listade i Catalogue of Life.